# Ambalaj de lux

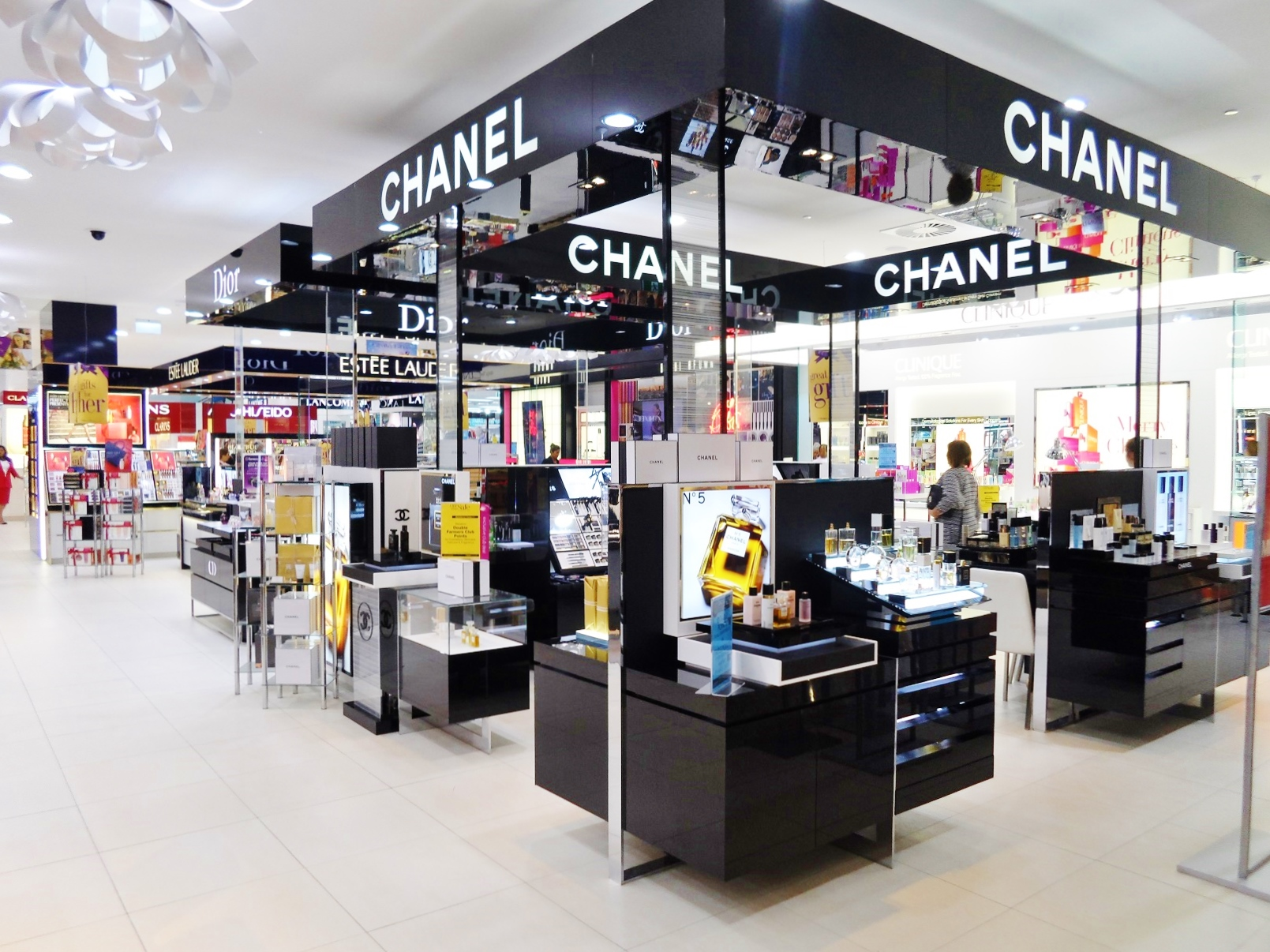
Ambalajul și prezentarea produselor cosmetice contribuie la crearea unei imagini de lux

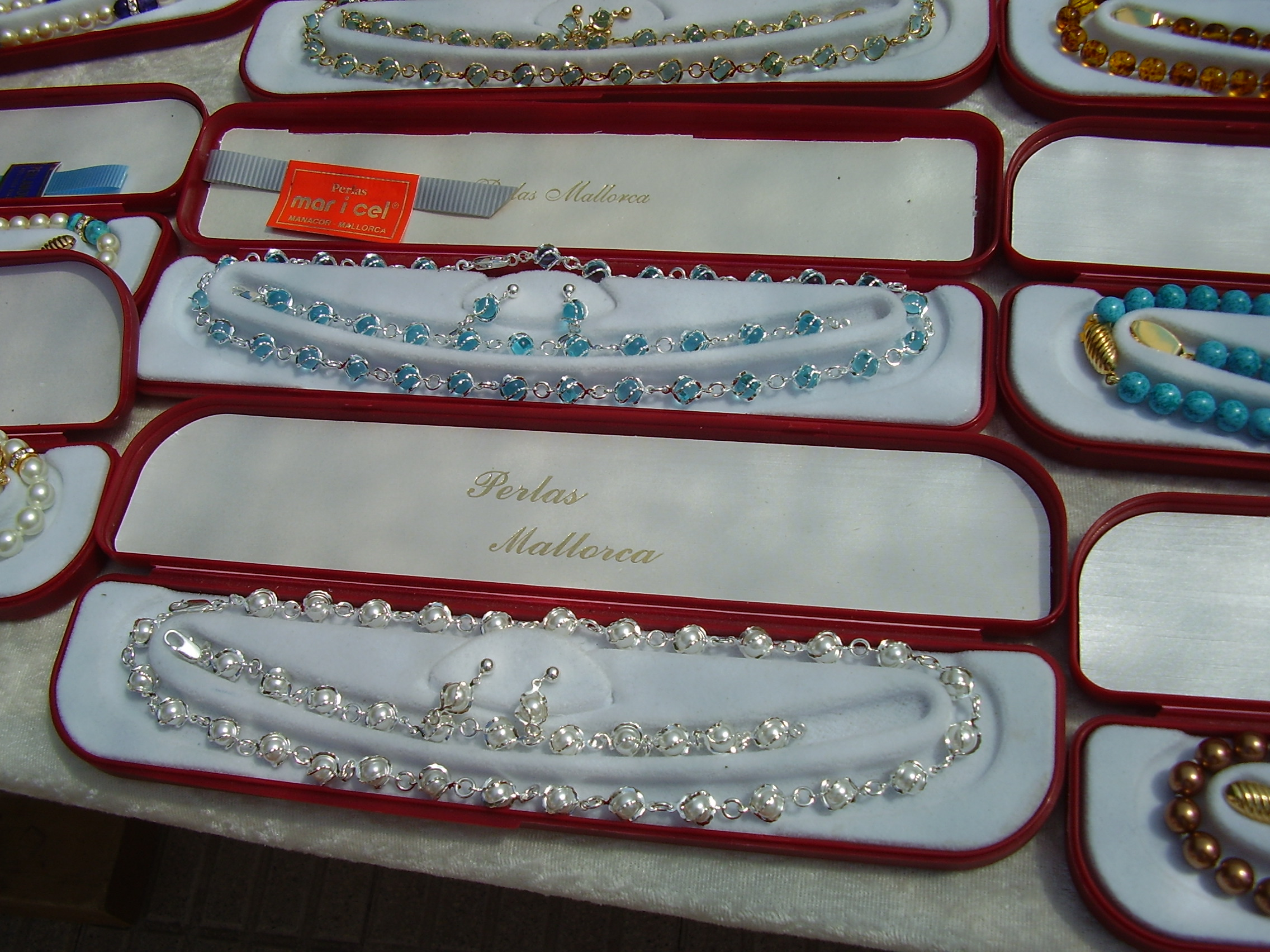
Prezentarea bijuteriilor este îmbunătățită cu ajutorul ambalajelor de lux

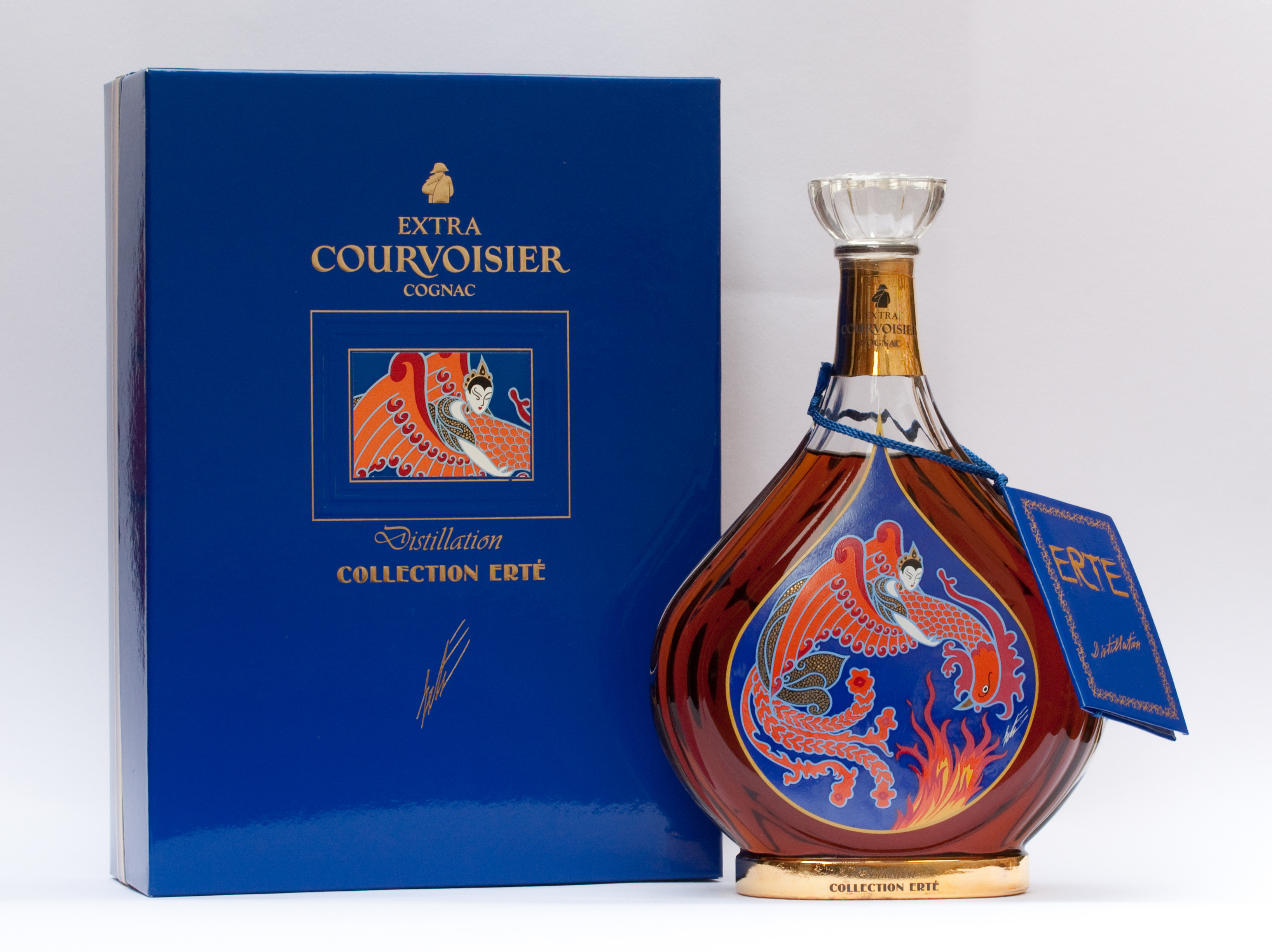
Ambalajul original evidențiază caracteristicile brandurilor specializate

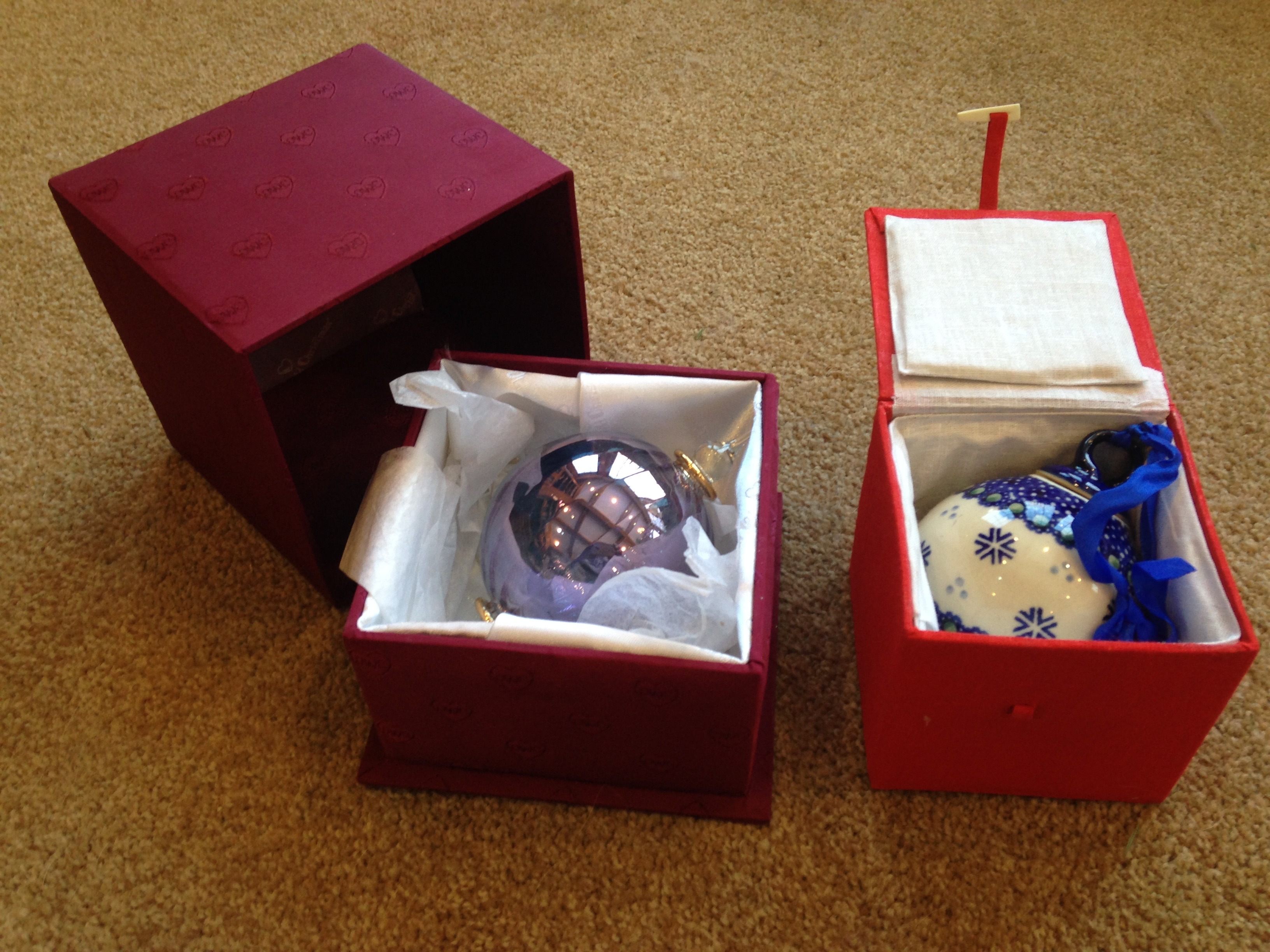
Ornamentele premium de Crăciun sunt oferite în cutii de depozitare reutilizabile

Ambalajul de lux și de specialitate este un concept care se referă la proiectarea, analizarea, dezvoltarea și fabricarea unor ambalaje, afișe sau mărci de lux. Ambalajul unui produs de lux face parte din imaginea mărcii, iar studiile de specialitate au arătat în acest sens că, dacă ambalajul produselor este atrăgător și luxos, consumatorii sunt dispuși să cheltuiască mai mult.
Pe lângă adăugarea de valoare produsului, ambalajul de lux îndeplinește diverse alte roluri; îmbunătățește imaginea mărcii, crește implicarea consumatorilor prin intermediul ambalajelor personalizate, îndeplinește o anumită funcție, sporește atractivitatea și diversifică produsul., 
La nivel global, piața ambalajelor de lux continuă să crească, fiind determinată de tendințele globale ale ambalajelor personalizate, de atenția acordată problemelor de sustenabilitate, factorilor economici și demografici. Se preconizează o creștere pentru piața ambalajelor de lux cu 4,4% până în anul 2019, valoarea pieței ajungând la 17,6 miliarde de dolari, iar consumul se va ridica la 9,9 miliarde de tone, cu o creștere de 3,1%.

## Considerații cu privire la dezvoltarea ambalajelor
Proiectarea și dezvoltarea ambalajelor sunt adesea considerate elemente componente ale procesului de dezvoltare a unui nou produs. Alternativ, dezvoltarea unui ambalaj (sau a unui element component) poate constitui un proces separat, dar trebuie să fie strâns legat de produs pentru a putea fi ambalat.
Proiectarea ambalajelor începe cu identificarea tuturor cerințelor: proiectarea structurală, marketing, viața la raft a produsului, asigurarea calității, logistică, chestiuni juridice și de reglementare, design grafic, destinație finală și mediu înconjurător. Criteriile de proiectare, de performanță (specificate cu ajutorul testelor pentru ambalaje), finalizarea la timp a obiectivelor, resursele și constrângerile legate de costuri trebuie să fie stabilite și convenite. Procesele de proiectare a ambalajelor folosesc adesea prototipuri rapide, proiectarea asistată de calculator, fabricarea asistată de calculator și automatizarea fluxurilor de documente.

### Securitatea
Produsele cu o valoarea ridicată sunt predispuse la furt. Ambalajul securizat poate fi un considerent important care ajută la reducerea furtului. Tehnologiile de autentificare pot fi utilizate pentru a verifica dacă produsul de lux nu se află printre numeroasele bunuri de consum contrafăcute.
Măsurile de securitate implică toate fazele producției de produse, ambalare, distribuție, logistică, vânzare, și utilizare. Nicio măsură nu este considerată total sigură împotriva furturilor. Adesea, inginerii specializați în ambalaje, inginerii specializați în logistică și profesioniștii din domeniul securității au abordat mai multe niveluri de securitate pentru a reduce riscul de furt.
Fiecare situație este unică. Au fost incluse câteva considerații:
- Identificarea celui care ar putea fi un posibil hoț: un angajat intern, paznic, șofer de camion, persoană care se ocupă de livrări, adresant (destinatarul), crima organizată etc. De obicei, inginerii încearcă să determine la început ce nivel de cunoștințe, materiale, instrumente etc. ar putea avea potențialii hoți.
- Identificarea tuturor metodelor posibile de accesare neautorizată a unui produs, ambalaj sau sistem. În plus, pe lângă mijloacele primare de intrare, inginerii iau în considerare, de asemenea, metodele secundare sau metoda „ușii din spate".
- Identificarea mijloacelor disponibile de reaplicare, reînchidere sau înlocuire a sigiliilor speciale.
- Utilizarea unor ambalaje foarte solide și sigure: Un ambalaj subțire sau deteriorat reprezintă o ispită pentru hoți.
- Luarea în considerare a sigiliilor și etichetelor personalizate în mod unic (care se schimbă în mod constant, deoarece acestea sunt supuse contrafacerii)
- Îmbunătățirea rezistenței împotriva hoților pentru a face furturile mult mai dificile, consumatoare de timp etc.
- Ascunderea identității și valorii unui articol care poate fi furat în timpul distribuirii. Experții în logistică și ambalare nu doresc să atragă atenția asupra articolului, a ambalajului, adreselor sau numelor etc.
- Adăugarea unor caracteristici evidente pentru a ajuta la indicarea existenței unei fraude.
- Alegerea unui furnizor de servicii de logistică care poate reduce riscul de furt.
- Transportul în unități mai mari învelite în folie sau în containere de transport intermodal cu sigilii de siguranță[8]
- Educarea/Instruirea oamenilor să urmărească dovezile de furt.
- Cu o cutie de carton ondulată, folosind o bandă de închidere mai largă și mai puternică, de 3 inch sau 72 mm, bandă adezivă sau bandă sensibilă la presiune.[9][10]
- Folosirea unei benzi de siguranță sau a unui sigiliu de siguranță pe ambalaje care lasă un mesaj, un avertisment sau o altă indicație dacă sunt îndepărtate.
- Instalarea unui sistem de supraveghere pentru a ajuta la identificarea suspecților.

### Etapele de proiectare
Unii designeri iau în considerare nouă pași pentru crearea designului grafic al ambalajelor de lux, începând cu întâlnirea clientului pentru a obține o perspectivă asupra produsului. În următorul pas se elaborează primele schițe urmate de dezvoltarea planului inițial al ambalajului. Cel de-al patrulea pas presupune rafinarea ideii. Al cincilea pas include caligrafia și tipul de caractere. Cel de-al șaselea pas se referă la regulamente și la legi cu privire la dimensiunea informațiilor obligatorii. Cel de-al șaptelea pas implică ajustări finale, pasul al optulea referindu-se la alegerea accentelor ambalajului. Ultimul pas implică proiectarea accesoriilor asortate, precum cutiile sau pungile pentru a completa ambalajul principal.

## Produse finite
- Produse cosmetice si parfumuri
- Tutun
- Produse de patiserie
- Băuturi alcoolice premium
- Băuturi și bucătăria Gourmet
- Ceasuri și bijuterii

### Cărți, referințe generale
- Roessiger, Claude, "Unforgettable Packaging", Nevablu LLC, 2013, ISBN 978-0-9896739-2-1
- Yam, K.L., "Encyclopedia of Packaging Technology", John Wiley & Sons, 2009, ISBN 978-0-470-08704-6